# Светско првенство у кошарци 2019 — група И
Група И на Светском првенству у кошарци 2019. представља другу фазу Светског првенства у којој ће бити смештена четири тима, две најбоље екипе из групе А и две из групе Б. Резултати из првог круга се преносе. Тимови ће играти против тимова из групе са којом се раније нису сусретали, играће се укупно две утакмице по екипи, а све утакмице су игране у Спортском центру Фошан у Фошану. Након одигравања свих утакмица, најбоље две екипе ће се пласирати у четвртфинале, трећепласирани тим ће играти у разигравању од 9. до 12. места , а четвртопласирани тим ће играти у распореду од 13. до 16. места.

## Квалификовани тимови
| Група | Победник  | Другопласирани |
| ----- | --------- | -------------- |
| А     | Пољска    | Венецуела      |
| Б     | Аргентина | Русија         |

## Пласман (Табела)
| Поз. | Табела групе И | ИГ | Д | И | П+  | П-  | Разл. | Бод. | Коментари                       |
| ---- | -------------- | -- | - | - | --- | --- | ----- | ---- | ------------------------------- |
| 1.   | Аргентина      | 5  | 5 | 0 | 436 | 343 | +93   | 10   | Пласман у Четвртфинале          |
| 2.   | Пољска         | 5  | 4 | 1 | 383 | 373 | +10   | 9    | Пласман у Четвртфинале          |
| 3.   | Русија         | 5  | 3 | 2 | 373 | 358 | +15   | 8    | Распоред од 9. до 12. позиције  |
| 4.   | Венецуела      | 5  | 2 | 3 | 355 | 366 | -11   | 7    | Распоред од 13. до 16. позиције |

## Утакмице

### Пољска vs. Русија
| 6. септембар 2019. 16:00 | Boxscore | Пољска                                                       | 79 : 74 | Русија                                        | Спортски центар Фошан, Фошан Судије: Адемир Зураповић, Ју Јанг, Такаки Като |  |
| 6. септембар 2019. 16:00 | Boxscore | Четвртине: 16:22, 18:18, 19:17, 26:17                        |         |                                               | Спортски центар Фошан, Фошан Судије: Адемир Зураповић, Ју Јанг, Такаки Като |  |
| 6. септембар 2019. 16:00 | Boxscore | Поени: Вачински 18 Скокови: Понтика 9 Асистенције: Кошарек 4 |         | Кулагин 21 Воронцевич 10 Карасјов, Курбанов 4 | Спортски центар Фошан, Фошан Судије: Адемир Зураповић, Ју Јанг, Такаки Като |  |

### Аргентина vs. Венецуела
| 6. септембар 2019. 20:00 | Boxscore | Аргентина                                             | 87 : 67 | Венецуела                       | Спортски центар Фошан, Фошан Судије: Јохан Росо, Метју Мејерс, Јевгениј Микејев |  |
| 6. септембар 2019. 20:00 | Boxscore | Четвртине: 17:12, 21:13, 25:22, 24:20                 |         |                                 | Спортски центар Фошан, Фошан Судије: Јохан Росо, Метју Мејерс, Јевгениј Микејев |  |
| 6. септембар 2019. 20:00 | Boxscore | Поени: Дек 25 Скокови: Скола 6 Асистенције: Кампацо 9 |         | Карера 19 Колманереш 7 Варгас 5 | Спортски центар Фошан, Фошан Судије: Јохан Росо, Метју Мејерс, Јевгениј Микејев |  |

### Венецуела vs. Русија
| 8. септембар 2019. 16:00 | Boxscore | Венецуела                                                | 60 : 69 | Русија                                  | Спортски центар Фошан, Фошан Судије: Јохан Росо, Такаки Като, Је Нан |  |
| 8. септембар 2019. 16:00 | Boxscore | Четвртине: 10:13, 17:14, 15:21, 18:21                    |         |                                         | Спортски центар Фошан, Фошан Судије: Јохан Росо, Такаки Като, Је Нан |  |
| 8. септембар 2019. 16:00 | Boxscore | Поени: Карера 19 Скокови: Карера 10 Асистенције: Гиљен 5 |         | Воронцевич 17 Воронцевич 9 Воронцевич 5 | Спортски центар Фошан, Фошан Судије: Јохан Росо, Такаки Като, Је Нан |  |

### Пољска vs. Аргентина
| 8. септембар 2019. 20:00 | Boxscore | Пољска                                                       | 65 : 91 | Аргентина                                | Спортски центар Фошан, Фошан Судије: Адемир Зураповић, Метју Мејерс, Ју Јанг |  |
| 8. септембар 2019. 20:00 | Boxscore | Четвртине: 14:20, 13:22, 14:28, 24:21                        |         |                                          | Спортски центар Фошан, Фошан Судије: Адемир Зураповић, Метју Мејерс, Ју Јанг |  |
| 8. септембар 2019. 20:00 | Boxscore | Поени: Слотер 16 Скокови: Хричаниук 6 Асистенције: Кошарек 5 |         | Скола 21 Фјелеруп, Скола 6 Лапровитола 7 | Спортски центар Фошан, Фошан Судије: Адемир Зураповић, Метју Мејерс, Ју Јанг |  |